# 카라알리올루 공원

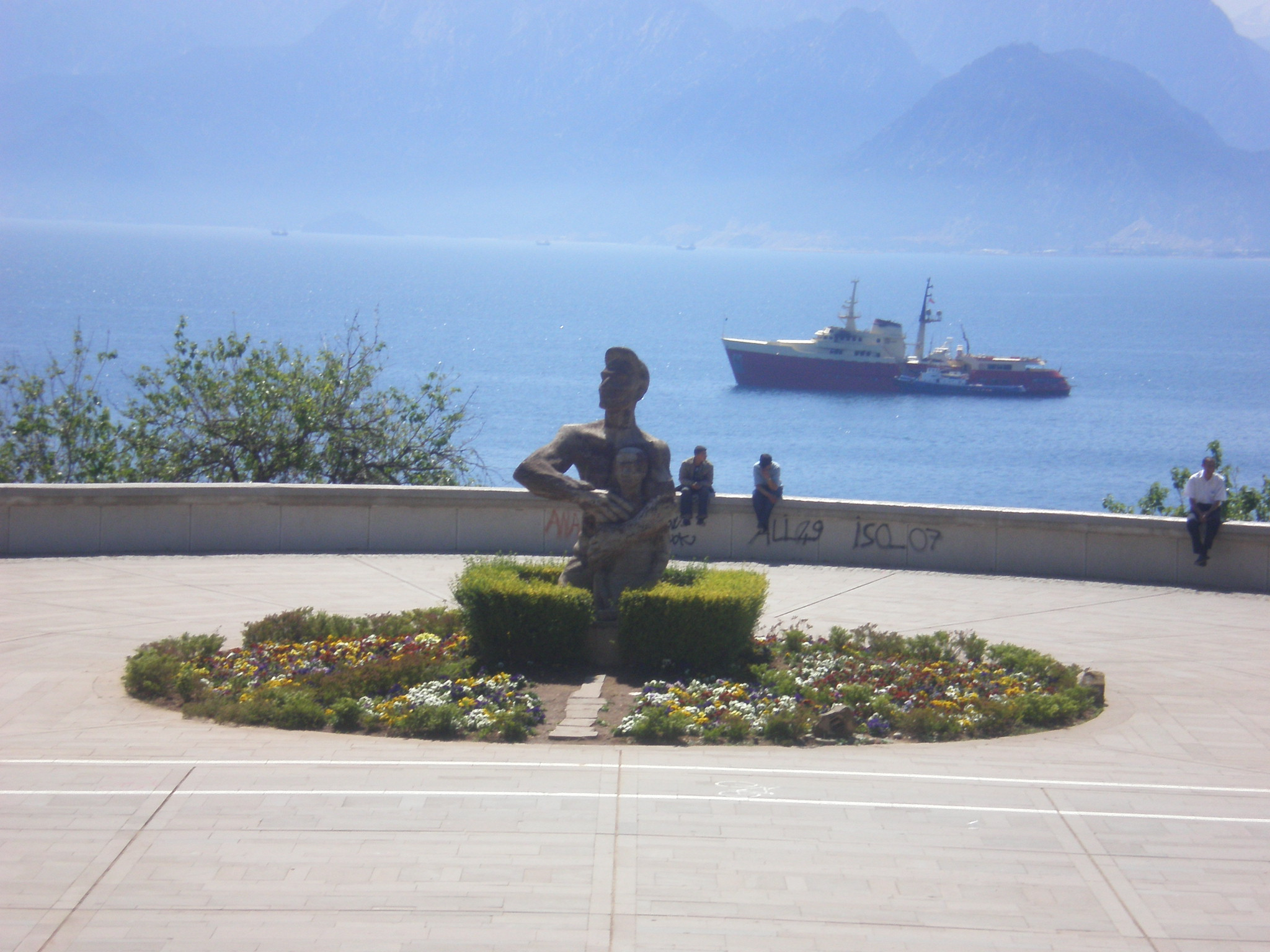
카라알리올루 공원

카라알리올루 공원(튀르키예어: Karaalioğlu Parkı)은 튀르키예 안탈리아에 위치한 공원이다.